# تشيفيتليككوي
تشيفيتليككوي (بالتركية: Çiftlikköy) هي مدينة تقع في محافظة يالوفا الواقعة في منطقة مرمرة في تركيا، عمدتها هوَ متين داغ (Metin Dağ).